# Prostřední Bečva
Prostřední Bečva je obec a katastrální území o rozloze 2347,17 ha s rozsahem poloh přibližně 435–1200 m n. m. v krajinné oblasti Západních Beskyd, v rámci administrativně správním v okrese Vsetín ve Zlínském kraji na území České republiky.
V roce 2018 v obci přibližně 1 800 obyvatel v pěti sídelních lokalitách s názvy Adámky, Bacov, Kněhyně, Prostřední Bečva, V Huti. Katastrální území je součástí správního obvodu obce s rozšířenou působností a obce s pověřeným obecním úřadem s názvem Rožnov pod Radhoštěm.
Zástavba sídelní lokality Prostřední Bečva soustředěna podél řeky Rožnovská Bečva v krajinné oblasti Rožnovské brázdy, plochou malá část na jihu se sídelní lokalitou Adámky je situována v Hostýnsko-vsetínské hornatině. Sídelní lokality Kněhyně a V Huti se nachází v největší části katastrálního území, přibližně od sídelní lokality Bacov na severovýchod, v krajině Moravskoslezských Beskyd.
Významná rekreační a turistická destinace, nad obcí výrazný Radhošťský hřbet (geomorfologický okrsek Radhošťské hornatiny), mezi vrcholy Radegast (1106 m n. m.) a Tanečnice (1084 m n. m.) horské sedlo s názvem Pustevny (kolem 1018 m n. m.). V lokalitě stavby ve stylu tzv. lidové secese (bohatý dekor objevující se také v národopisné oblasti moravského Valašska), na katastrálním území obce původně turistické útulny s názvy Libušín a Maměnka, v současnosti restaurace a hotel.
Objekty Libušín a Maměnka od roku 1958 památkově chráněny, v roce 1995 prohlášeny národní kulturní památkou. V přírodním areálu také objekty Pustevenka a Valašská zvonice, v současnosti stavby lidové architektury ve správě Valašského muzea v přírodě, od 11. prosince 2018 součástí Národního muzea v přírodě.

## Geografie
Obec patří rozlohou 23,47 km² mezi středně velké obce, s nadmořskou výškou 470 m v centrální části zástavby podél řeky Rožnovská Bečva. Sídelní lokalita Prostřední Bečva a vpravo od řeky větší jižní část sídelní lokality Bacov leží ve východní části Rožnovské brázdy.
Sídelní lokality Kněhyně a V Huti, s roztroušenou zástavbou v údolích při vodních tocích (Bacovský potok, Kněhyně) a na stráních vyvýšenin, v jihozápadní části Radhošťské hornatiny (geomorfologického podcelku Moravskoslezských Beskyd), orientační směr vztažen k vrcholu Čertův mlýn (1206 m n. m.), nejvyššímu bodu katastrálního území.
Mimo uvedené lokality se nachází rozptýlená osamocená stavení a usedlosti v horských údolích jihovýchodně od vrcholu Radegastu a jihozápadně od vrcholu Čertův mlýn, například Hrabičánky, Podstupně, Skalíkova Louka aj.
Vlevo od řeky Rožnovská Bečva leží osamocená lokalita Adámky, v jižní části katastrálního území, situovaná ve výběžku Vsetínských vrchů (geomorfologického podcelku Hostýnsko-vsetínské hornatiny).
Obec leží na území Chráněné krajinné oblasti Beskydy, na katastrální území zasahuje jihozápadní částí také Národní přírodní rezervace Kněhyně – Čertův mlýn.

## Historie
První písemná zmínka o obci pochází z roku 1703.
V letech 1897 až 1899, podle projektu slovenského architekta Dušana Jurkoviče (1868 – 1947), představitele secesní architektury, označovaného také za tzv. „básníka dřeva”, vybudovány tzv. turistické útulny s názvy Libušín (původně jídelna) a Maměnka (původně ubytovna), dne 6. srpna 1899 zpřístupněny veřejnosti. Výstavbu zadal turistický spolek s názvem Pohorská jednota Radhošť (založena v roce 1884, Frenštát pod Radhoštěm). Od roku 1995 postupně obnovované na podnět Valašského muzea v přírodě.

## Pamětihodnosti
- Pustevny, stavby lidové architektury Libušín a Maměnka, Libušín slavnostně otevřen 6. srpna 1899 mší svatou v kapli na Radhošti, pojmenován byl k poctě české kněžny Libuše. Interiér objektu vyzdoben freskami a grafity s motivy valašských a slovenských pověstí dle návrhů Mikoláše Alše, portréty provedl akademický malíř Karel Štapler. Stavba patří k nejcennějším dílům[zdroj?] projektovaným architektem Dušanem Jurkovičem (Libušín v noci z 2. na 3. března vyhořel, následně v rekonstrukci).
- Kostel svaté Zdislavy
- Památník před základní školou
- Památník v lokalitě Kněhyně[kde?]
- Kaplička[kde?]

## Doprava
Vesnici prochází silnice první třídy I/35.

## Fotogalerie

Prostřední Bečva
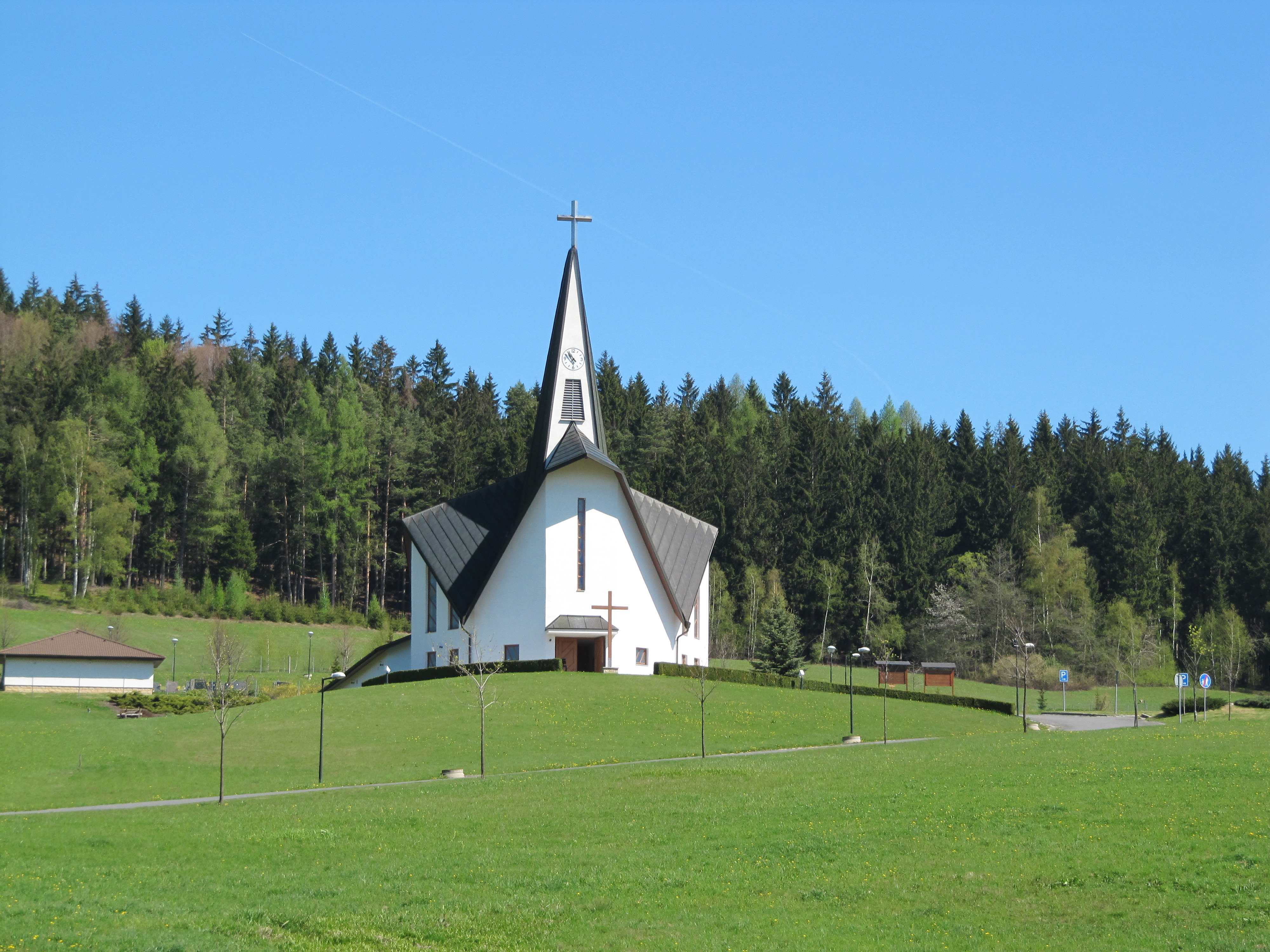
Kostel
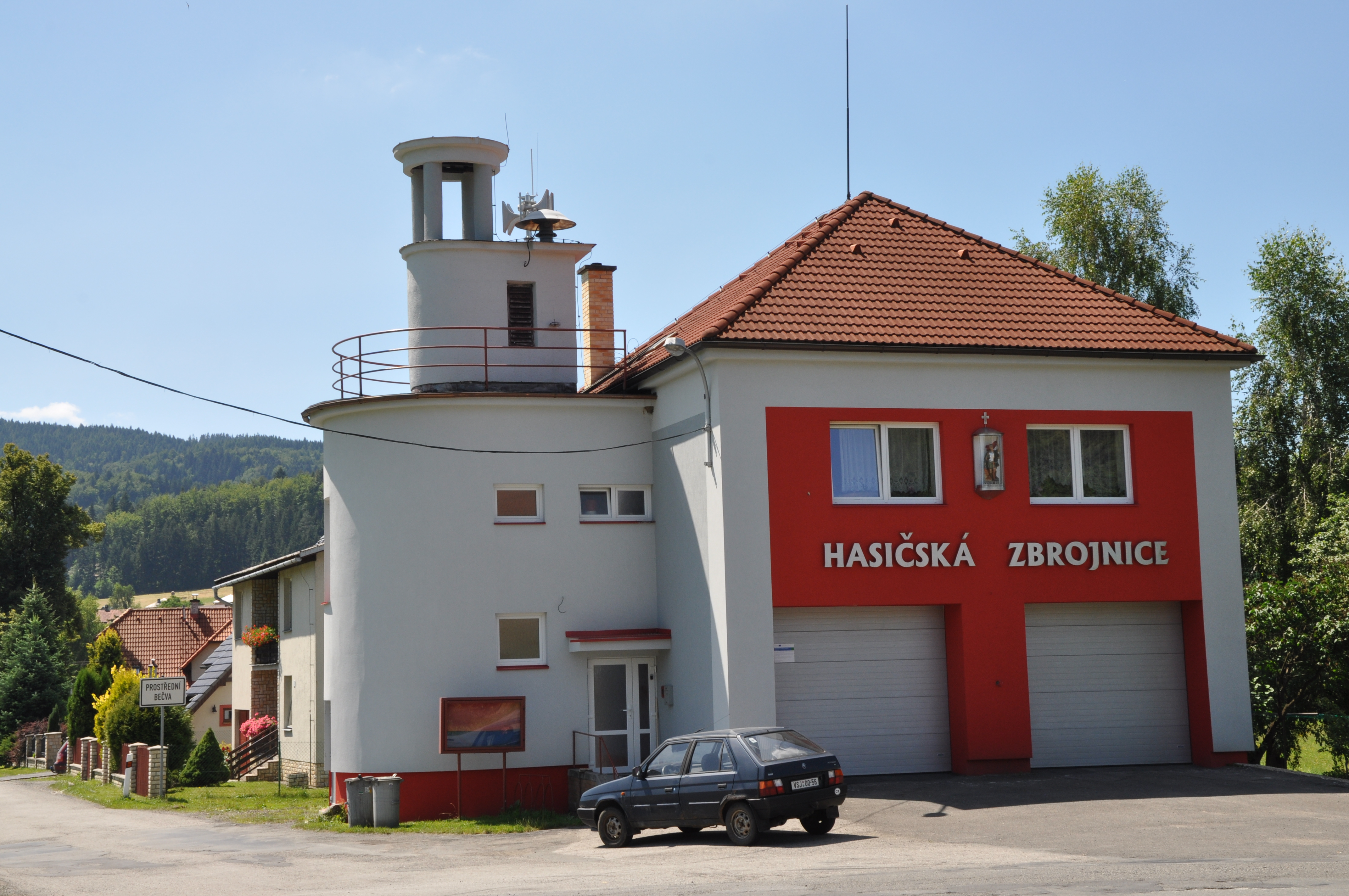
Hasiči
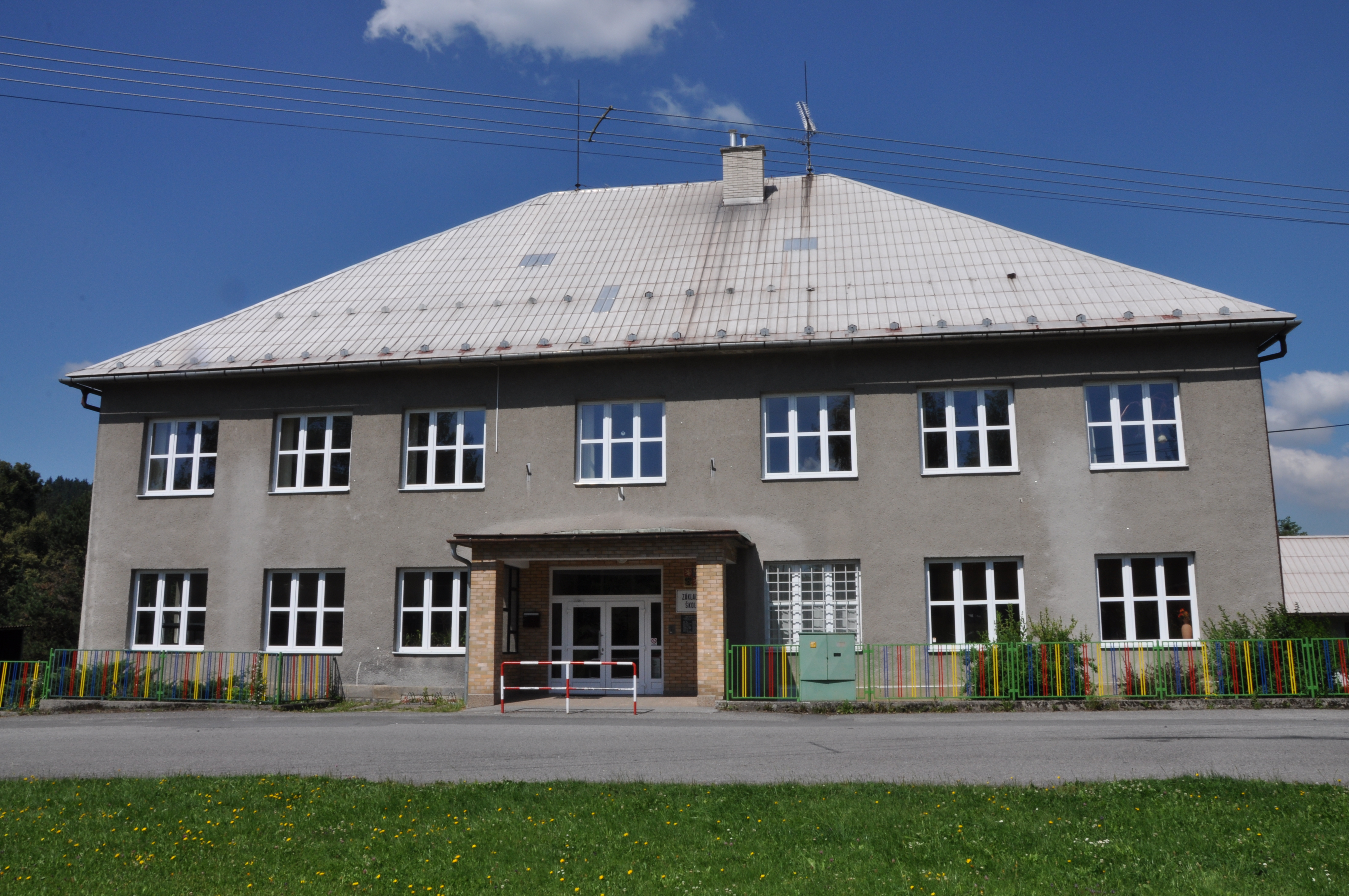
Škola
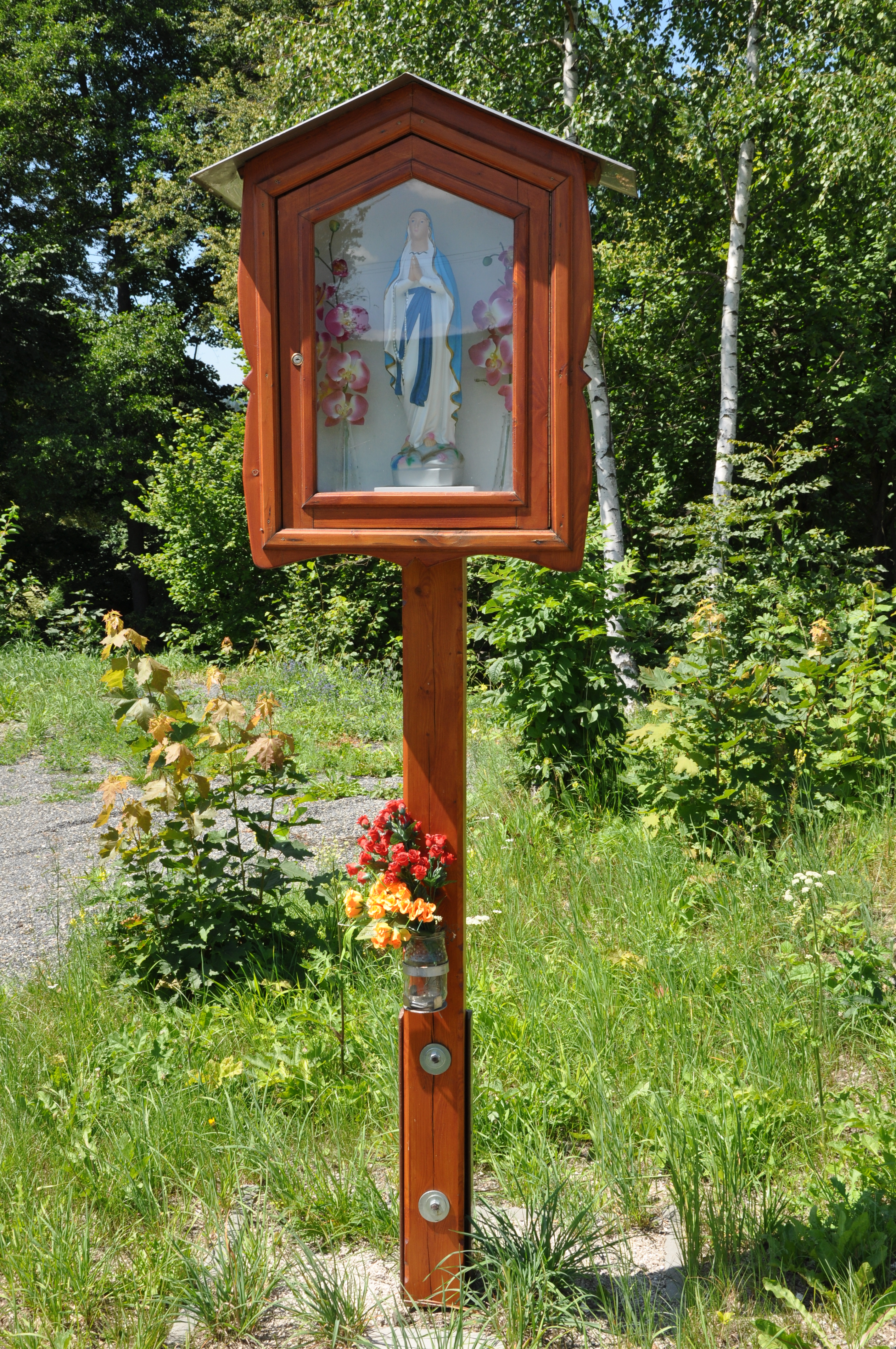
Panenka Marie
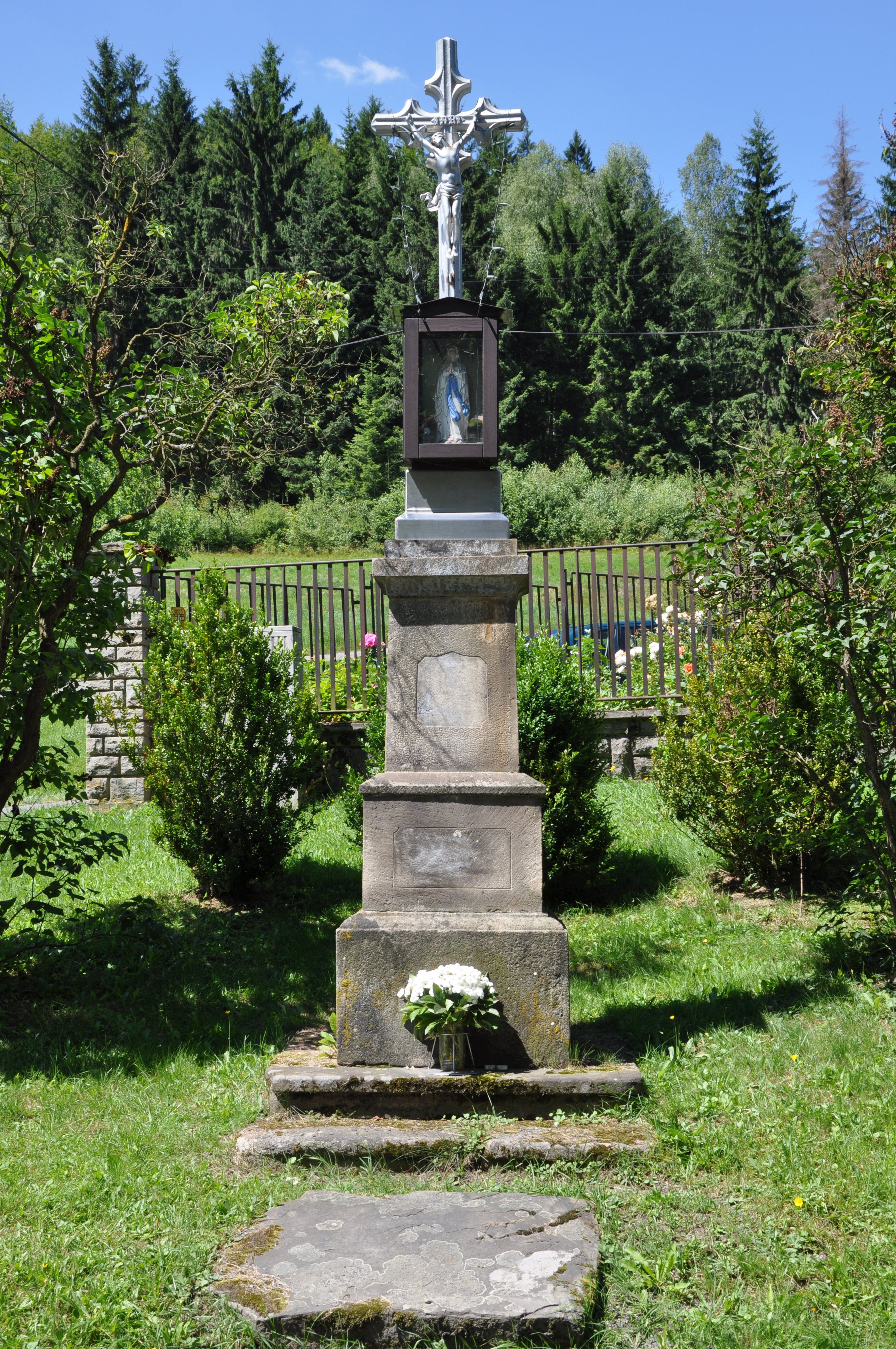
Kříž u cesty